# Surinaamse Korfbal Bond
De Surinaamse Korfbal Bond (SKB) was vanaf 1934 de officiële sportbond voor korfbal van Suriname. De bond hield op te bestaan doordat korfbal in Suriname na de jaren 1980 zo goed als verdween. In 2017 werd de opvolger opgericht, de Surinaamse Korfbal Federatie, met het doel korfbal in Suriname nieuw leven in te blazen.

## Geschiedenis
Korfbal werd in of voor 1909 geïntroduceerd in Suriname. Volgens De eerste Surinaamse sportencyclopedie vond op 1 januari 1934 de oprichting plaats van de SKB. Hierbij gaat het mogelijk om de formele oprichtingsdatum, want in 1932 is er al sprake van een bestuur, bestaande uit voorzitter Ph. Samson, secretaris C. Abercrombie, penningmeester F. Alom en drie commissarissen: C. Axwijk, Ph. Fernandes en E. Stenhuys. In 1932 begonnen ook de competities in Suriname.
Tijdens de Tweede Wereldoorlog was er weinig tot geen animo voor korfbal en in 1950 werd de competitie opnieuw opgestart. Na nog een lichte bloei in de jaren zestig, zakte de interesse voor korfbal in de jaren zeventig in. Ook in de jaren tachtig werden er nog competities gespeeld, maar was de animo niet groot. In 2017, toen de korfbalsport in Suriname in de vergetelheid geraakt was, werd de Surinaamse Korfbal Federatie opgericht, met het doel korfbal in Suriname nieuw leven in te blazen.